# Pipistrellus
Genre
Pipistrellus est un genre de la famille des Vespertilionidae, qui comprend de nombreuses espèces de chauves-souris appelées pipistrelles.
Si le nombre d'espèces implique des colorations assez variées, les narines sont toujours assez proéminentes, et positionnées à l'avant d'un nez enflé. Ce sont quasiment tout le temps de très petites chauves-souris (longueur du corps de quelques centimètres).

## Liste des espèces
Selon Catalogue of Life (20 septembre 2017) :
- Pipistrellus abramus (Temminck, 1838)
- Pipistrellus adamsi Kitchener, Caputi & Jones, 1986
- Pipistrellus aero Heller, 1912
- Pipistrellus angulatus (Peters, 1880)
- Pipistrellus ceylonicus (Kelaart, 1852)
- Pipistrellus collinus Thomas, 1920
- Pipistrellus coromandra (Gray, 1838)
- Pipistrellus deserti Thomas, 1902
- Pipistrellus endoi Imaizumi, 1959
- Pipistrellus grandidieri (Dobson, 1876)
- Pipistrellus hanaki Hulva & Benda, 2004
- Pipistrellus hesperidus (Temminck, 1840)
- Pipistrellus inexspectatus Aellen, 1959
- Pipistrellus javanicus (Gray, 1838)
- Pipistrellus kuhlii (Kuhl, 1817)
- Pipistrellus maderensis (Dobson, 1878)
- Pipistrellus minahassae (A. Meyer, 1899)
- Pipistrellus nanulus Thomas, 1904
- Pipistrellus nathusii (Keyserling & Blasius, 1839)
- Pipistrellus papuanus (Peters & Doria, 1881)
- Pipistrellus paterculus Thomas, 1915
- Pipistrellus permixtus Aellen, 1957
- Pipistrellus pipistrellus (Schreber, 1774)
- Pipistrellus pygmaeus (Leach, 1825)
- Pipistrellus raceyi Bates, Ratrimomanarivo, Harrison & Goodman, 2006
- Pipistrellus rueppellii (J. Fischer, 1829)
- Pipistrellus rusticus (Tomes, 1861)
- Pipistrellus stenopterus (Dobson, 1875)
- Pipistrellus sturdeei Thomas, 1915
- Pipistrellus tenuis (Temminck, 1840)
- Pipistrellus wattsi Kitchener, Caputi & Jones, 1986
- Pipistrellus westralis Koopman, 1984